# Substilbula albipennis
Substilbula albipennis är en stekelart som först beskrevs av Girault 1929.  Substilbula albipennis ingår i släktet Substilbula och familjen Eucharitidae. Inga underarter finns listade i Catalogue of Life.